# 克里姆涅 (卡明-卡希爾西基區)
51°39′45″N 25°10′36″E / 51.66250°N 25.17667°E
克里姆涅（烏克蘭語：Кримне），是烏克蘭西北部的村莊，隸屬沃倫州的卡明-卡希爾斯基區。該村面積2.43平方公里，海拔高度154米，2001年人口742，人口密度每平方公里305.73人。